# Hear, hear
Hear, hear је израз који се користи као кратак, поновљени облик за hear him, на енглеском језику. Представља сагласност слушаоца с поентом коју износи говорник.
Првобитно је био императив за усмеравање пажње на говорнике, а од тада се користио, према Оксфордском речнику енглеског језика, као „редовни облик навијања у Доњем дому“, у више намена, у зависности од интонације корисника. Његова употреба у парламенту повезана је са чињеницом да је аплауз обично (иако не увек) забрањен у салама Доњег дома и Дома лордова.
Фраза hear him, hear him! је коришћена у парламенту од краја 17. века, и била је сведен на hear! или hear, hear! до касног 18. века. Глагол hear се раније користио у Библији краља Џејмса као заповест за друге да слушају.
Друге фразе су изведене од hear, hear, such as a hear, hear (навијати), to hear-hear (викати израз) и hear-hearer (особа која чини исто).